# Medal of Valor

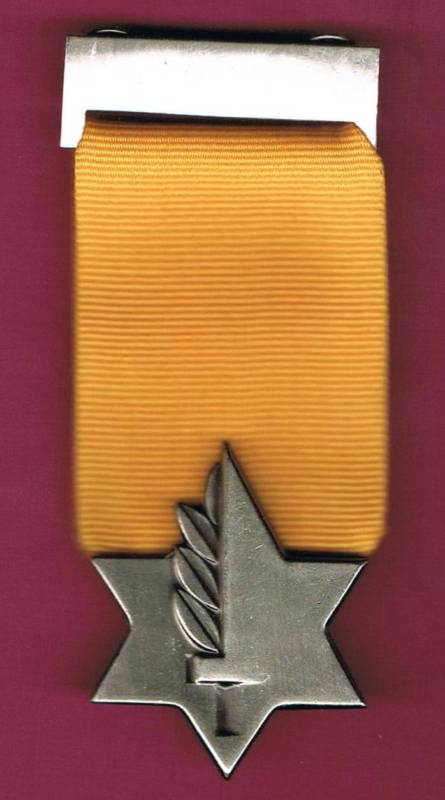
O't Ha'gvora

De Medal of Valor (O't Ha'gvora, Hebreeuws: עיטור הגבורה) is de hoogste militaire onderscheiding in het Israëlische leger.

## Instelling
Deze medaille werd per wet door de Knesset (Israëlische parlement) ingesteld in 1970, en kan ook uitgereikt worden voor heldendaden voor 1970. Zij die deze onderscheiding ontvangen hebben genieten verscheidene privileges zoals lagere belastingen en uitnodigingen voor officiële staatsaangelegenheden. Deze personen krijgen ook de titel "Held van Israël".

## Uitreiking
Tot aan het heden hebben 40 man deze onderscheiding ontvangen, 12 tijdens de Onafhankelijkheidsoorlog (1948), 5 tijdens de Suezcrisis, 8 tijdens de Jom Kipoeroorlog en 3 voor andere aangelegenheden. De eerste vijf ontvingen ook de militaire onderscheiding genaamd "Held van Israël".

## Uiterlijk
De medaille is ontworpen door Dan Reisinger. Hij is gemaakt in de vorm van de davidster. Aan de linkervoorkant is een zwaard en een olijftak te zien, op de rechterkant staat niets. De medaille zit vast aan een geel lintje, een verwijzing naar de Jodenster die de Joden tijdens het Holocaust moesten dragen. Zij die deze onderscheiding tweemaal ontvangen hebben, hebben een klein klipje aan het lintje zitten. De medailles worden gemaakt door de Israel Government Coins and Medals Corporation.

## Oorlogshelden aan wie de Medal of Valor is uitgereikt
| Naam               | Rang              | Conflict                 | Waar                   | Datum             | Reden van uitreiking                                                                           |
| ------------------ | ----------------- | ------------------------ | ---------------------- | ----------------- | ---------------------------------------------------------------------------------------------- |
| Yair Racheli       | Soldaat           | Onafhankelijkheidsoorlog | Vlak bij Shefa-'Amr    | 19 jan 1948       | Vernietigde een vijandelijke stelling                                                          |
| Emmanuel Landau    | Soldaat           | Onafhankelijkheidsoorlog | Kiryat Motzkin         | 17 mar 1948       | Nam een vijandelijke bevoorradingstruck in beslag                                              |
| Abraham Avigdorov  | Soldaat           | Onafhankelijkheidsoorlog | Kiryat Motzkin         | 17 mar 1948       | Vernietigde twee met machinegeweren uitgeruste stellingen                                      |
| Zerubavel Horowitz | Tweede Luitenant  | Onafhankelijkheidsoorlog | Weg naar Jeruzalem     | 27 mar 1948       | Beschermde zijn terugtrekkende wapenbroeders tijdens een aanval van de vijand                  |
| Yizhar Armoni      | Soldaat           | Onafhankelijkheidsoorlog | Nabi Yusha             | 20 apr 1948       | Beschermde zijn terugtrekkende wapenbroeders                                                   |
| Emil Brig          | Sergeant          | Onafhankelijkheidsoorlog | Kibbutz Gesher area    | 14 mei 1948       | Vernietigde een brug waardoor de vijand niet verder kon                                        |
| Zvi Zibel          | Airman            | Onafhankelijkheidsoorlog | Ben Shemen             | 25 jun 1948       | Bevoorraadde het belegerde Ben Shemen terwijl hij onder vuur werd genomen                      |
| Ben-Zion Leitner   | Soldaat 1e klas   | Onafhankelijkheidsoorlog | Iraq Suedan            | 19 okt 1948       | Vernietigde vijandelijke bunkers                                                               |
| Ron Feller         | Sergeant          | Onafhankelijkheidsoorlog | Kartiya                | 19 jul 1948       | Vernietigde een vijandelijke tank                                                              |
| Yohai Ben-Nun      | Kapitein          | Onafhankelijkheidsoorlog | Middellandse Zee       | 22 okt 1948       | Zonk het vlaggenschip van de Egyptische marine                                                 |
| Siman-Tov Ganeh    | Soldaat           | Onafhankelijkheidsoorlog | Iraq Suedan            | 19 nov 1948       | Beschermde zijn terugtrekkende wapenbroeders                                                   |
| Arieh Atzmoni      | Master Sergeant   | Onafhankelijkheidsoorlog | Rafah                  | 4 nov 1948        | Redde een kanon van de handen van de vijand                                                    |
| Yacov Mizrachi     | Soldaat           | -                        | Kuntila                | 28 okt 1955       | Toonde veel moed tijdens de aanval op een vijandelijke stelling                                |
| Pinchas Noy        | Luitenant         | -                        | Qalqilyah              | 10 okt 1956       | Aanval op een vijandelijke stelling met de dood van 9 vijandelijke soldaten als gevolg         |
| Uzi Bar-Zur        | Korporaal         | Suezcrisis               | Sinaï                  | 26 okt-5 nov 1956 | Redde gewonde wapenbroeders terwijl hij beschoten werd                                         |
| Dan Ziv            | Tweede Luitenant  | Suezcrisis               | Sinaï                  | 1 nov 1956        | Redde gewonde wapenbroeders terwijl hij beschoten werd                                         |
| Yehuda Ken-Dror    | Soldaat           | Suezcrisis               | Sinaï                  | 1 nov 1956        | Lokaliseerde vijandelijke stellingen terwijl hij hevig onder vuur lag                          |
| Shlomo Nitzani     | Sergeant          | Suezcrisis               | Sinaï                  | 26 okt-5 nov 1956 | Redde gewonde soldaten en vernietigde vijandelijke stellingen terwijl hij onder hevig vuur lag |
| Zvi Ofer           | Majoor            | -                        | Nukaiv                 | 16 mrt 1962       | Aanval op een vijandelijke stelling                                                            |
| Moshe Drimmer      | Soldaat           | Zesdaagse Oorlog         | Golanhoogte            | 9 jun 1967        | Beschermde de terugtrekking van zijn wapenbroeders                                             |
| Daniel Wordon      | Kapitein          | Zesdaagse Oorlog         | El-Arish               | 7 jun 1967        | Beschermde gewonde wapenbroeders                                                               |
| Uri Weisler        | Luitenant         | Zesdaagse Oorlog         | Rafah                  | 5 jun 1967        | Vocht door ondanks verwondingen                                                                |
| Shaul Vardi        | Sergeant          | Zesdaagse Oorlog         | Golanhoogte            | 9 jun 1967        | Vocht door ondanks verwondingen                                                                |
| Moshe Tal          | Luitenant         | Zesdaagse Oorlog         | Gazastrook             | 5 jun 1967        | Leidde een groep Half-tracks                                                                   |
| Yosef Lapper       | Sergeant          | Zesdaagse Oorlog         | Khan Younis            | 5 jun 1967        | Vocht acht uur lang alleen in zijn tank                                                        |
| Eitan Neveh        | Soldaat           | Zesdaagse Oorlog         | Jeruzalem              | 6 jun 1967        | Beschermde zijn troepen tijdens de Slag om de Munitieheuvel                                    |
| Beni Inbar         | Staff Sergeant    | Zesdaagse Oorlog         | Rafah                  | 5 jun 1967        | Vernietigde acht tanks                                                                         |
| Mordechai Friedman | Luitenant         | Zesdaagse Oorlog         | Jeruzalem              | 6 jun 1967        | Vernietigde een vijandelijke stelling                                                          |
| Gad Refen          | Luitenant         | Zesdaagse Oorlog         | Westoever              | 6 jun 1967        | Leiding over de inname van een vijandelijke stelling nabij Jenin                               |
| David Shirazi      | Soldaat           | Zesdaagse Oorlog         | Golanhoogte            | 9 jun 1967        | Aanval op een vijandelijke stelling                                                            |
| Natanel Horovitz   | Luitenant         | Zesdaagse Oorlog         | Golanhoogte            | 9 jun 1967        | Aanval op een vijandelijke stelling                                                            |
| Ami Ayalon         | Luitenant         | Uitputtingsoorlog        | Groene Eiland (Egypte) | 19 jul 1969       | Heldhaftig optreden tijdens Operatie Bulmus 6                                                  |
| Oded Amir          | Kapitein          | Jom Kipoeroorlog         | Port Said              | 6-24 okt 1973     | Leiding over een groep die 3 schepen in Port Said beschadigde                                  |
| Gideon Giladi      | Majoor            | Jom Kipoeroorlog         | Egypte                 | 15 okt 1973       | Leiding tijdens een gevecht tussen gepantserde infanterie                                      |
| Zvika Greengold    | Kapitein          | Jom Kipoeroorlog         | Golanhoogte            | 6 okt 1973        | Bracht een vijandelijke gepantserde colonne tot stilstand                                      |
| Moshe Levi         | Sergeant          | Jom Kipoeroorlog         | Sinaï                  | 15 okt 1973       | Vernietigen van een vijandelijke stelling                                                      |
| Yuval Neria        | Kapitein          | Jom Kipoeroorlog         | Sinaï                  | 6-18 okt 1973     | Uitstekende resultaten tijdens verscheidene gevechten tussen gepantserde infanterie            |
| Shlomo Arman       | Tweede Luitenant  | Jom Kipoeroorlog         | Sinaï                  | 6-8 okt 1973      | Uitstekende resultaten tijdens verscheidene gevechten tussen gepantserde infanterie            |
| Asa Kadmoni        | Majoor            | Jom Kipoeroorlog         | Sinaï                  | 17 okt 1973       | Vocht tegen een grote groep vijanden die hem omsingeld hadden                                  |
| Avigdor Kahalani   | Luitenant-Kolonel | Jom Kipoeroorlog         | Golanhoogte            | 9 okt 1973        | Uitstekende resultaten tijdens verscheidene gevechten tussen gepantserde infanterie            |